# Liste der Stolpersteine im Kölner Stadtteil Buchforst
Die Liste der Stolpersteine im Kölner Stadtteil Buchforst führt die vom Künstler Gunter Demnig verlegten Stolpersteine im Kölner Stadtteil Buchforst auf.
Die Liste der Stolpersteine beruht auf den Daten und Recherchen des NS-Dokumentationszentrums der Stadt Köln, zum Teil ergänzt um Informationen und Anmerkungen aus Wikipedia-Artikeln und externen Quellen. Ziel des Kunstprojektes ist es, biografische Details zu den Personen, die ihren (letzten) freiwillig gewählten Wohnsitz in Köln hatten, zu dokumentieren, um damit ihr Andenken zu bewahren.
Anmerkung: Vielfach ist es nicht mehr möglich, eine lückenlose Darstellung ihres Lebens und ihres Leidensweges nachzuvollziehen. Insbesondere die Umstände ihres Todes können vielfach nicht mehr recherchiert werden. Offizielle Todesfallanzeigen aus den Ghettos, Haft-, Krankenanstalten sowie den Konzentrationslagern können oft Angaben enthalten, die die wahren Umstände des Todes verschleiern, werden aber unter der Beachtung dieses Umstandes mitdokumentiert.
Die Koordinaten können im Einzelfall abweichend sein.
| Bild                                                     | Name sowie Details zur Inschrift | Adresse                     | Zusätzliche Informationen |
| -------------------------------------------------------- | --- | --------------------------- | --- |
| Stolperstein für Dr. Reinhard Cahen (Kopernikusstraße 9) | Hier wohnte Dr. Reinhard Cahen (Jahrgang 1898) Deportiert 1941 Riga 1944 Buchenwald Ermordet 13. Dezember 1944 Lager 'Wille' Rehmsdorf | Kopernikusstr. 9 (Standort) | Der am 11. September 2018 verlegte Stolperstein erinnert an Dr. Reinhard Cahen, geboren am 15. Januar 1898 in Köln. Reinhard Cahen war der Sohn des Ledergroßhändlers Sally Cahen und seiner Frau Lina. Er bewohnte bis 1938 das Haus der Ledergroßhandlung H. Cahen & Cie. in der Kopernikusstraße 9. Am 7. Dezember 1941 wurde er mit dem III. Transport in das Ghetto Riga deportiert. In der Transportliste wurde als Wohnadresse Lothringer Straße 51 (ein ehemaliges „Ghettohaus“) und als Beruf „Angestellter“ eingetragen. Von Riga wurde er im August 1944 in das KZ Stutthof und schließlich in das KZ Buchenwald verbracht. Reinhard Cahen starb am 13. Dezember 1944 im Außenlager Wille (Rehmsdorf) des KZ Buchenwald. Seine Haftnummer lautete 83056. Nur wenige Tage nach der Verlegung wurde der Stolperstein von Unbekannten entfernt... Am 25. September 2019 wurde an der letzten bekannten Wohnadresse Reinhard Cahens in Köln, Lothringer - / Ecke Kleingedankstraße der Stolperstein neu verlegt. |
| Stolperstein für Hugo Hirsch (Besselstraße 27)           | Hier wohnte Hugo Hirsch (Jahrgang 1877) Deportiert Theresienstadt Erschlagen Oktober 1944                                              | Besselstr. 27 (Standort)    | Der Stolperstein erinnert an Hugo Hirsch, geboren am 27. August 1877 in Sankt Goarshausen. Hugo Hirsch war der Sohn von Ludwig und Elisabetha Hirsch (geb. Wolff). Hugo Hirsch wurde vermutlich am 1. Oktober 1944 in das Ghetto Theresienstadt deportiert. Sein weiteres Schicksal ist nicht bekannt, er wurde für tot erklärt. |

## Quelle
- NS-Dokumentationszentrum - Stolpersteine | Erinnerungsmale für die Opfer des Nationalsozialismus (Stadtteilliste Mülheim)